# De Zwarte Hond
De Zwarte Hond is een Nederlands bureau voor architectuur, stedenbouw en strategie dat in 1985 is opgericht in Groningen. Naast het kantoor in Groningen heeft het sinds 1995 ook een kantoor in Rotterdam. In 2011 opende De Zwarte Hond een kantoor in Keulen, waarmee het bureau zijn intrede deed in Duitsland.
Het bureau is een van de grootste architectenbureaus in Nederland.
Het bedrijf Bonnema Architecten maakt sinds 2012 deel uit van het architectenbureau. Binnen De Zwarte Hond zijn tien partners verantwoordelijk voor de aansturing en zijn werken samen aan verschillende projecten.

## Geschiedenis
De Zwarte Hond werd in 1985 in Groningen opgericht door Jurjen van der Meer en Thon Karelse. De toenmalige naam luidde Karelse Van der Meer Architecten.
In 1992 breidde het bureau uit met een kantoor in Rotterdam en in 2011 met een kantoor in de Duitse stad Keulen.
In 2004 kreeg het bureau de naam De Zwarte Hond.
In 2008 werd het, door De Zwarte Hond ontworpen, faculteitsgebouw voor Wiskunde en Natuurwetenschappen van de Rijksuniversiteit Groningen genomineerd voor het World Architecture Festival Barcelona.
Ook werd dit gebouw genomineerd als BNA Gebouw van het Jaar. De Zwarte Hond ontving ook de Milieuprijs voor Primair Onderwijs in 2008 voor basisschool De Vlinder. Hetzelfde jaar werden de vakantiewoningen ‘De Ville Buiten’ op Schiermonnikoog genomineerd als BNA Gebouw van het jaar 2008. De Zwarte Hond won ook de Groninger Gebouwenenquête in 2008.
Sinds 2011 publiceert het bedrijf een magazine met de naam ‘Out There’. De inhoud van dit magazine besteedt aandacht aan de relatie tussen ontwerp en de samenleving.
In 2012 won De Zwarte Hond de regionale BNA Gebouw van het Jaar-architectuurprijs met zijn project ‘Laboratorium voor Infectieziekten’ in Groningen.
Het project van De Zwarte Hond voor de GasTerra-kantoren won in 2012 de Gouden Kikker-duurzaamheidsprijs.
In 2013 werd het culturele kwartier De Nieuwe Kolk in Assen, ontworpen door De Zwarte Hond. Dit project werd uitgeroepen tot regionale winnaar van het BNA Gebouw van het Jaar prijs.
Zorgproject De Villa, een gebouw met dagopvang en appartementen voor gehandicapte jongeren ontworpen door De Zwarte Hond, werd bekroond met de Architecuurprijs Apeldoorn in 2013.
In 2014 ontving de St. Michaëlschool, dat ontworpen was door De Zwarte Hond, de Rotterdam Architectuur Publieksprijs. Sociëteitsgebouw G.S.C. Vindicat, ontworpen door De Zwarte Hond, ontving de Groninger Gebouwenenquête Publieksprijs en Juryprijs.
Het bureau werd genomineerd voor de FGH Vastgoedprijs voor zijn werk aan Kantoor GasTerra. MFA Klarendal, ontworpen door De Zwarte Hond, werd finalist voor de Heuvelinkprijs.
In 2015 ontving Typhoon Grunobuurt, een project van De Zwarte Hond, de VKG Architectuurprijs 2015/2016. Voor de nieuwbouw van Montessorischool Waalsdorp kreeg het bureau de BNA Gebouw van het Jaar-prijs in de categorie Stimulerende Omgevingen.
Het Agaathhof-project van De Zwarte Hond won de Grote Groninger Gebouwenenquête Juryprijs in 2016 en de BNA Gebouw van het Jaar-prijs in de categorie Particuliere Woonbeleving in 2017.
Het daaropvolgende jaar 2018 ontving het project Vismarkt 1, ontworpen door De Zwarte Hond, de Groninger Gebouwenenquête Publieksprijs en Juryprijs. De Brede School De Twingel won in hetzelfde jaar de Drentse Architectuur Prijs.
In 2019 werd Park Paviljoen op Het Nationale Park De Hoge Veluwe, ontworpen door De Zwarte Hond, genomineerd voor de ARC19 Awards. Hetzelfde project werd ook genomineerd voor de Reynaers Projectprijs.
In 2020 ontving De Zwarte Hond de International Architecture Award in de categorie Hospitality voor Park Paviljoen in Nationale Park De Hoge Veluwe.
Op 26 juni 2021 opende De Zwarte Hond zijn Rotterdamse kantoor voor het publiek als onderdeel van het programma van de Rotterdam Architectuur Maand. Het gebouw is een gemeentelijk monument uit 1957. Het is ontworpen in de wederopbouwstijl door architect H.D. Bakker. Deze architect is bekend van zijn ontwerp van de Rotterdamse Maastorenflat. In 2021 ontving De Zwarte Hond de BNA Beste Gebouw van het Jaar Publieksprijs voor het Stationskwartier Assen. Daarnaast werd Theater Zuidplein bekroond met de Global Architecture & Design Awards.
In 2022 ontving Stationskwartier Assen, ook een ontwerp van De Zwarte Hond, The Plan-prijs in de categorie Vervoer en het SuperHub Meerstad-project won in de Mixed Use-categorie. Het project Park Paviljoen, gelegen in het Nationale Park De Hoge Veluwe, ontving de IFI Design Distinction Award in de categorie Humanitair.
In 2023 publiceerde de Zwarte Hond zijn grafische roman ‘Metro O1O’ die gaat over de geschiedenis en de toekomst van de stad Rotterdam. Deze roman won in 2023 de Polis Award won in kommunikative stadtgestaltung. In 2023 werd de schooleditie van de graphic novel gratis uitgedeeld aan 9.000 schoolkinderen (klas 7, 11/12 jaar). In totaal wordt dit gedurende 5 jaar herhaald, waardoor uiteindelijk zo’n 45.000 Rotterdamse studenten worden bereikt.
In 2023 ontving De Zwarte Hond de Chicago Athenaeum International Architecture Award, de Rethinking the Future Award, de Design Educates Award en de Canadian Wood Design & Building Award voor zijn SuperHub Meerstad-project. In datzelfde jaar opende Alliander/Liander een nieuw bedrijfsgebouw aan de Noordzeeweg 4 in Amsterdam.
In 2024 werd De Zwarte Hond uitgeroepen tot Architect van het Jaar.

## Geselecteerde projecten
| Nr. | Naam                                                    | Locatie   | Jaar      | Categorie                              |
| --- | ------------------------------------------------------- | --------- | --------- | -------------------------------------- |
| 1   | Herstructurering Grunobuurt                             | Groningen | 2004      | Architectuur/Urbanisatie               |
| 2   | De Suikerzijde                                          | Groningen | 2018      | Urbanisatie                            |
| 3   | Faculteit der Geesteswetenschappen, Universiteit Leiden | Leiden    | 2018-2024 | Architectuur                           |
| 4   | Mercado Groningen                                       | Groningen | 2018-2023 | Architectuur                           |
| 5   | Central Innovation District                             | Haag      | 2019      | Architectuur / Urbanisatie             |
| 6   | Stationskwartier Assen                                  | Assen     | 2020      | Architectuur / Urbanisatie / Strategie |
| 7   | Gilde Vakcollege                                        | Gorinchem | 2020-2024 | Architectuur                           |
| 8   | Groot Handelshuis Groningen                             | Groningen | 2020-2022 | Architectuur                           |
| 9   | Theater Zuidplein                                       | Rotterdam | 2015-2021 | Architectuur                           |
| 10  | Kindcentrum Zuiderkroon                                 | Hoogezand | 2019-2022 | Architectuur                           |
| 11  | SuperHub Meerstad                                       | Meerstad  | 2019-2022 | Architectuur                           |
| 12  | Liander Westpoort                                       | Amsterdam | 2020-2023 | Architectuur                           |
| 13  | Gebiedsvisie Rotterdam Alexanderknoop                   | Rotterdam | 2021-2022 | Urbanisatie / Strategie                |
| 14  | Regulateur                                              | Groningen | 2019-2023 | Architectuur                           |
| 15  | Transformatie Rode Weeshuisstraat                       | Groningen | 2018-2023 | Architectuur / Urbanisatie             |
| 16  | Nieuwe Ellener Hof                                      | Bremen    | 2016      | Urbanism                               |
| 17  | Berufschulcampus Bremen Blumenthal                      | Bremen    | 2019      | Urbanism                               |
| 18  | Berlin Hertzallee Nord                                  | Berlijn   | 2019-2020 | Urbanism                               |
| 19  | Aachen Büchel                                           | Aachen    | 2020-2021 | Urbanism                               |
| 20  | Keulen catalogus                                        | Keulen    | 2021-2022 | Urbanism                               |

## Overige noemenswaardige prijzen

### Groninger Architectuurprijs[68]
- SuperHub Meerstad won de eerste juryprijs
- Regulateur won de derde juryprijs
- SuperHub won de derde publieksprijs
- SuperHub won de GRODUAP (de Groningse Duurzaamheidsprijs)

### ICONIC Awards[69]
- SuperHub Meerstad won de Best of the Best Innovatieve Architectuurprijs voor commerciële architectuur

### Loop Design Awards[70]
- SuperHub Meerstad won de Commercieel Project van het Jaar 2023-prijs

### BLT Built Design Award[71]
- SuperHub Meerstad won de Jury’s Favoriet in Architectuurontwerp - Commerciële prijs